# Iscea
ISCEA o International Supply Chain Education Alliance es una organización fundada en 2003 y dedicada a la Certificación de aptitudes profesionales en Cadena de suministro, conocida por ser la primera organización en certificar a los Administradores de Cadena de Suministro en todo el mundo; otorgándoles la designación CSCM o "Certified Supply Chain Manager". ISCEA actualmente cuenta con más de 100,000 miembros, tiene su cuartel general mundial en Beachwood, OH, EE. UU. y cuarteles regionales en LATAM, EMEA y APAC. La misión de ISCEA es proporcionar conocimiento de la cadena de suministro a los profesionales de las industrias de manufactura y servicios a nivel mundial mediante Educación, Certificación y Reconocimiento. ISCEA es la entidad reguladora del Premio Ptak.
Además de la certificación como Administrador de Cadena de Suministro (CSCM), ISCEA ha desarrollado múltiples programas de certificación de aptitudes profesionales, incluyendo: Analista de Cadena de Suministro (CSCA), Maestro Lean (CLM), Administrador de tecnología RFID aplicada a la Cadena de Suministro (RFIDSCM), Planeador Impulsado por la Demanda (CDDP), Analista de Cadena de Suministro para el Cuidado de la Salud (CHSCA); Cinturón Amarillo Lean Six Sigma (CLSSYB), Cinturón Verde Lean Six Sigma (CLSSGB) y Cinturón Negro Lean Six Sigma (CLSSBB).

## Historia

### Primera certificación en Administración de la Cadena de Suministro
El concepto de «administración de la cadena de suministro» fue acuñado en 1982 por el consultor de Booz Allen, Keith Oliver, pero siguió siendo solo término de referencia, con poca aplicación real, durante muchos años. El concepto holístico de un conjunto de procesos interfuncionales destinados a satisfacer las necesidades del cliente, comenzó a tener sentido para las empresas, consultores y académicos a principios de la década de los 1990. A finales de esa década, la tecnología permitió la integración de procesos de negocio en cada compañía y se extendió a otras compañías, y el término SCM fue ampliamente adoptado. SCM finalmente se convirtió en ciencia normal en la primera década del milenio.
Los miembros fundadores de ISCEA identificaron la necesidad de una organización de certificación profesional en "Administración de la cadena de suministro" y desarrollaron el programa de certificación CSCM (Certified Supply Chain Manager o Administrador de Cadena de Suministro). Este fue el primer programa de certificación desarrollado por ISCEA y fue introducido simultáneamente con el primer sitio web de ISCEA a principios de 2003.
Actualmente hay otros organismos certificadores de conocimiento profesional que ofrecen certificación en SCM. Algunos de ellos fundados muchos años antes que ISCEA. Sin embargo, sus programas de certificación SCM fueron introducidos después del programa CSCM de ISCEA:
- APICS, fundada en 1957 como "Sociedad Americana de Control de Producción e Inventarios" y renombrada en 2018 como "Asociación de Administración de Cadena de Suministro" [12][13] introdujo su programa CSCP Certified Supply Chain Professional en 2006. Tres años después del CSCM de ISCEA.[14]
- ISM o Instituto para la Administración del Suministro, fundado en 1915 como Asociación Nacional de Agentes de Compras en EE. UU., introdujo su programa CPSM Certified Professional in Supply Management en 2008. Cinco años después del CSCM de ISCEA.[15]
- CSCMP o Consejo de Profesionales en Administración de Cadena de Suministro, fundado en 1963 como Consejo de Administración de Logística, introdujo su programa SCPro en 2011. Ocho años después del CSCM de ISCEA.[16][17]

### Premios PTAK a la Excelencia de la Cadena de Suministro
En 2005, ISCEA comenzó a otorgar el Premio Ptak a la Excelencia de la Cadena de Suministro, un Premio Anual destinado a reconocer a las corporaciones que logran mejoras significativas a través de Visión, Reglas de Negocio y Tecnología. Actualmente el Premio Ptak se otorga en las siguientes categorías: Excelencia en la cadena de suministro, Competencia global de caso de negocios, Profesional del año en cadena de suministro, la mejor entre las mejores soluciones ERP, y los 30 líderes de la cadena de suministro global de menos de 30 años.

### IISB - Consejo de Estándares Internacionales de ISCEA
De 2005 a 2020 el Sr. Mike Sheahan, expresidente internacional de  APICS se desempeñó como presidente del Consejo de Estándares Internacionales de ISCEA (IISB). Para el 30 de junio de 2020 el Sr. Sheahan se convirtió en "Presidente Emérito" y el  Dr. Erick C. Jones se convirtió en "Presidente Electo", asumiendo la dirección del IISB.
El Dr. Jones ha estado en la Junta Directiva del IISB desde 2005 y actualmente es Presidente del Comité de Tecnología, editor en Jefe de la Revista International de Tecnología para Cadena de Suministro (ISCTJ), catedrático en George and Elizabeth Pickett en el departamento de Ingeniería de Sistemas Industriales y de Manufactura (IMSE) y Decano Asociado para Estudios de Posgrado en la Facultad de Ingeniería de la Universidad de Texas en Arlington.
Los miembros del Consejo de Estándares Internacionales de ISCEA también incluyen al Dr. Charles A. Watts, Director Ejecutivo de los Programas de Educación y Certificación en ISCEA y también Profesor en el Departamento de Administración, Mercadeo y Logística en la Universidad John Carroll; al Dr. Kenneth Paetsch, exprofesor de la Universidad del Estado de Cleveland (CSU) y la Universidad de Illinois-Springfield (UIS); al Dr. Gerald (Jerry) Ledlow, Decano del Centro de Ciencias de la Salud UT en la Escuela Tyler de Salud Comunitaria y Rural; Erich Heneke, Director de Continuidad de la Integridad de Negocio de la Administración de la Cadena de Suministro (SCM) de la Clínica Mayo; Mike Loughrin, Presidente de Transformance Advisors; Renata Rieder, Jefa de la Administración de Servicios en la Oficina Federal de Tecnología de la Información, Sistemas y Telecomunicaciones del Gobierno de Suiza; David Jacoby, presidente de Boston Strategies International; y Jorge A. Morales, exasesor de tecnología RFID del Gobierno mexicano.

### DDMRP - Certificación como Planeador Impulsado por la Demanda
En 2012, ISCEA se asoció con el DDI Demand Driven Institute o Instituto Impulsado por la Demanda, para ofrecer el programa de certificación CDDP Certified Demand Driven Planner como Planeador impulsado por la Demanda. El programa CDDP certifica el conocimiento de los profesionales en  DDMRP Demand Driven Material Requirements Planning o Planeación de requerimiento de materiales impulsado por la demanda. La asociación entre ISCEA y el DDI terminó en 2018 cuando el DDI lanzó su propio programa de certificación DDMRP. ISCEA continúa ofreciendo capacitación en DDMRP y otorgando la certificación CDDP.

### SCNext - Red de Estudiantes y Jóvenes Profesionales en Cadena de Suministro
En 2013 surgió de ISCEA SCNext, una organización dedicada a brindar oportunidades a los jóvenes profesionales de la cadena de suministro. SCNext afirma que es administrada "por Jóvenes Profesionales, para Jóvenes Profesionales" con un enfoque internacional. SCNext ofrece a los estudiantes y jóvenes profesionales en cadena de suministro seminarios web, becas, conferencias, artículos de revistas y oportunidades de establecer contactos que les ayudarán a desarrollar sus carreras.

### Conferencia y Exposición de Tecnología en Cadena de Suministro
Desde 2016, ISCEA ha patrocinado y administrado una conferencia y exposición sobre tecnología para la cadena de suministro llamada SCTECH. Además de reunir a los profesionales en Cadena de Suministro, Operaciones, Ingeniería y Tecnología, SCTECH proporciona Unidades de Desarrollo Profesional (PDU’s) a los profesionales certificados de ISCEA para que puedan renovar sus credenciales de certificación. El evento es itinerante. Su primera edición se celebró en Chicago y las siguientes ediciones se celebraron en México y París.

## Expansión Internacional

### Expansión a América Latina
En 2006, el Seguro Popular, una institución de atención médica creada en 2002 por el gobierno de México; emitió un mandato de tecnología RFID para autenticar y mejorar la seguridad de los medicamentos dentro de su cadena de suministro. ISCEA se desempeñó como asesor técnico de tecnología RFID para el gobierno mexicano, brindando orientación sobre las Buenas prácticas para implementar la tecnología RFID en el modelo de cadena de suministro de Seguro Popular y proporcionado la certificación como Administrador de Tecnología RFID aplicada a la Cadena de Suministro (RFIDSCM) a fabricantes y distribuidores farmacéuticos mexicanos que busquen cumplir con el mandato. Posteriormente, el Seguro Popular fue reemplazado por un nuevo organismo llamado INSABI durante la administración del presidente Andrés Manuel López Obrador, sin embargo la presencia de ISCEA se ha expandido en México y otros países latinoamericanos desde entonces.
ISCEA ha estado activa en la región a través de asociaciones con universidades y asociaciones, entregando premios, participando en eventos de cadena de suministro y contribuyendo con artículos para los medios de comunicación en cadena de suministro en México, 
Colombia,

 
Costa Rica,

Ecuador,
Panamá,
Perú, 
y otros países.

En marzo de 2023 ISCEA anunció que durante los próximos 5 años, otorgaría becas por un valor total de US$1.000.000 en América Latina, a través del programa CSCA (Certified Supply Chain Analyst).

### Expansión a Europa, Medio Oriente y África
Desde 2010, ISCEA ha estado proporcionando conocimiento y asesoría sobre la cadena de suministro en Oriente Medio, organizando eventos de Administración de Cadena de Suministro y talleres de certificación en Emiratos Árabes Unidos y Arabia Saudita.
En 2012, ISCEA se asoció con GS1 Arabia Saudita y el Consejo de Cámaras Sauditas para apoyar los objetivos de Arabia Saudita en relación con el capital humano, brindando asesoría y certificación en cadena de suministro. En 2013, ISCEA otorgó becas a estudiantes universitarios de tercer y cuarto año de Arabia Saudita por un valor de US $ 1'000,000 a través del Premio Ptak.
En 2014, la Asociación Francesa en Administración de Cadena de Suministro FAPICS introdujo el programa de certificación CDDP Certified Demand Driven Planner de ISCEA a Francia; y en 2016 introdujo la certificación CSCA Certified Supply Chain Analyst. La edición 2019 del evento SCTECH de ISCEA se llevó a cabo en Francia en paralelo a la Conferencia Anual de FAPICS.
ISCEA colaboró en 2019 con el Centro de Recursos de África ARC otorgando becas por un valor de US $ 550,000 a futuros líderes de Nigeria para obtener las certificaciones como Analista de la cadena de suministro (CSCA) y como Analista de Cadena de Suministro para el Cuidado de la Salud (CHSCA). ARC es una entidad independiente que asesora a los Ministerios de Salud de los países africanos en materia de cadena de suministro, con el objetivo de mejorar la disponibilidad de medicamentos y salud en África.
Otros países en EMEA en los que los profesionales de la cadena de suministro están adquiriendo sus certificaciones internacionales en cadena de suministro de ISCEA incluyen Jordania, Kenia y Sudáfrica.

### Expansión a Asia-Pacífico
ISCEA ha apoyado la educación en la cadena de suministro y proporcionando certificación en la región de APAC desde 2007. Algunos países de APAC en los que los profesionales de la cadena de suministro están adquiriendo certificación de ISCEA incluyen India, Pakistán, Bangladés
Indonesia,
Singapur y Sri Lanka.
El programa de certificación CLM Certified Lean Master o Maestro Lean de ISCEA se imparte en Hong Kong y Malasia a través de SGS la entidad global de inspección, verificación, prueba y certificación.
En 2019, Tim Charlton fue designado para desempeñar el cargo de Presidente de ISCEA-Pacífico, responsable de Australia y Nueva Zelanda y miembro del consejo de ISCEA-APAC que incluye al Sr. Ejazur Rahman (Bangladés) CEO, ISCEA-Asia, al Sr. Nikhil Oswal (India), CEO, ISCEA-India, al Dr. Premkumar Rajagopal (Malasia), Presidente de MUST (Universidad de Ciencia y Tecnología de Malasia), al Sr. Sandeep Chatterjee (India), Gerente Senior de Deloitte India, al Dr. Nyoman Pujawan, Ph. D, (Indonesia), Profesor en el Institut Teknologi Sepuluh Nopember, y al Dr. Harish Pant (India), Director de Transformación Comercial NTF (India) Pvt. Ltd.